# Villages cris du Québec
Un village cri, au Québec, constitue au sens large l'ensemble des terres administrées par une communauté crie établie sur le territoire québécois. Ces terres sont en fait conventionnées par la Convention de la Baie-James et du Nord québécois de 1975 qui les catégorise selon l'usage qu'il est possible d'en faire et la juridiction gouvernementale de laquelle elles relèvent. Au sens strict, un village cri correspond uniquement aux terres de catégorie IB et constitue selon la loi une municipalité de village cri, qui circonscrit une terre réservée crie (terres de catégorie IA). 
Sur les terres de catégorie IA, de juridiction fédérale, les communautés cries bénéficiaient d'une autonomie élargie par rapport aux communautés autochtones assujetties à la Loi sur les Indiens grâce à la Loi sur les Cris et Naskapis du Québec, une loi fédérale adoptée en 1984. Cette autonomie est même renforcée par l'adoption, en 2018, de l'Entente sur la gouvernance de la Nation crie qui rendit cette dernière loi inapplicable aux Cris.

## Catégories des terres
Terres de catégorie IA
Au lieu d'une réserve indienne traditionnelle, les communautés cries sont localisées sur des terres réservées de catégorie IA, telles que définies par la Convention de la Baie-James et du Nord québécois de 1975. Les zones urbanisées des villages cris (au sens large) sont situées sur les terres de cette catégorie. 
Terres de catégorie IB
Les terres de catégorie IB (territoire à l'usage et au bénéfice exclusifs des Cris) sont administrées par des municipalités de village cri créées par la Loi sur les villages cris et le village naskapi, une loi québécoise de 1978 ; il s'agit d'une corporation foncière. Le conseil de chaque municipalité de village cri est composé des personnes qui exercent les charges de membres du conseil de la bande crie ayant compétence sur les terres de la catégorie IA destinées à la communauté. Le conseil de bande a donc autorité sur l'ensemble des terres de la communauté, de catégories IA et IB. Les terres de catégorie IB sont généralement inhabitées en permanence, et contrairement aux terres de catégorie IA, elles sont dépourvues de toute infrastructure. 
Terres de catégorie II
Les terres de catégorie II de la Jamésie, où les Cris ont des droits exclusifs de chasse, de pêche et de piégeage et des droits quant à leur gestion en matière de tourisme et d'exploitation forestière, font partie de territoires non organisés administrés par le Gouvernement de la nation crie. Ces terres étaient, avant 2014, administrées conjointement par l'Administration régionale crie et la municipalité de Baie-James via le Conseil régional de zone de la Baie-James prévu à la Convention de la Baie-James et du Nord québécois.
Terres de catégorie III
Les terres de catégorie III constituent des terres publiques provinciales et sont actuellement administrées par le Gouvernement régional d'Eeyou Istchee Baie-James, une entité créée en 2014 et constituée de dirigeants cris et jamésiens. 

## Liste des villages cris

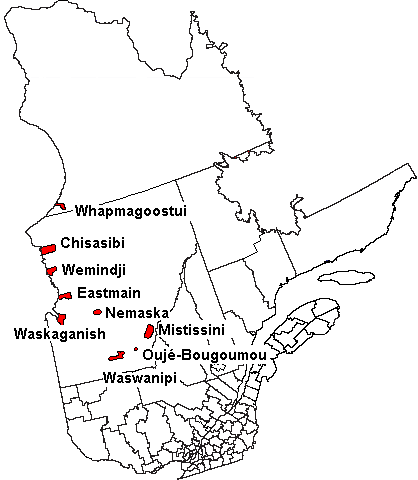
Les villages cris du Québec.

Les neuf municipalités de villages cris sont toutes dirigées par leur conseil de bande respectif, qui lui est représenté au sein du Gouvernement de la nation crie et du Grand Conseil des Cris (Eeyou Istchee). Dans les faits, le Gouvernement de la nation crie est dirigé par les mêmes personnes que le Grand Conseil des Cris.
- Chisasibi
- Eastmain
- Mistissini
- Nemaska
- Oujé-Bougoumou
- Waswanipi
- Waskaganish
- Wemindji
- Whapmagoostui (village cri situé au Nunavik)

## Dialectes cris
Il existe trois dialectes cris au Québec :
- cri Est de l'intérieur ;
- cri Est du Nord ;
- cri Est du Sud.